# Bukkake

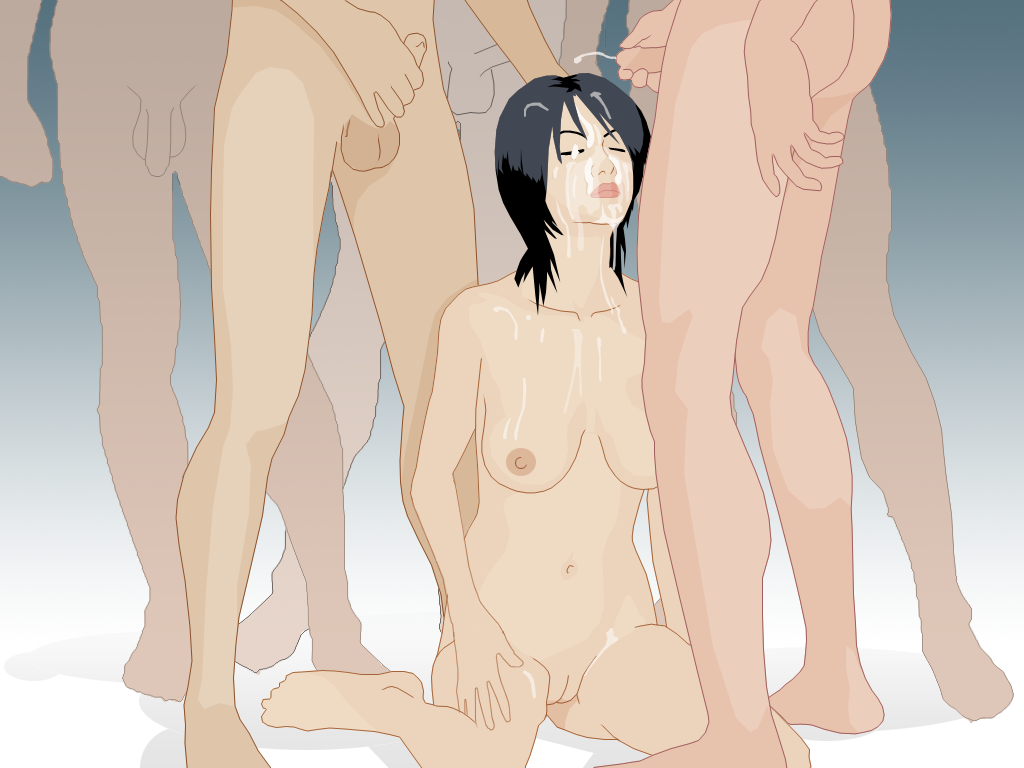
Ilustracja przedstawiająca bukkake

Bukkake (jap. ブッカケ) – praktyka seksualna, polegająca na ejakulacji grupy mężczyzn na leżącą, siedzącą bądź klęczącą osobę, zazwyczaj na twarz bądź do ust. Praktyka ta może zawierać elementy seksualnego upokorzenia.

## Etymologia

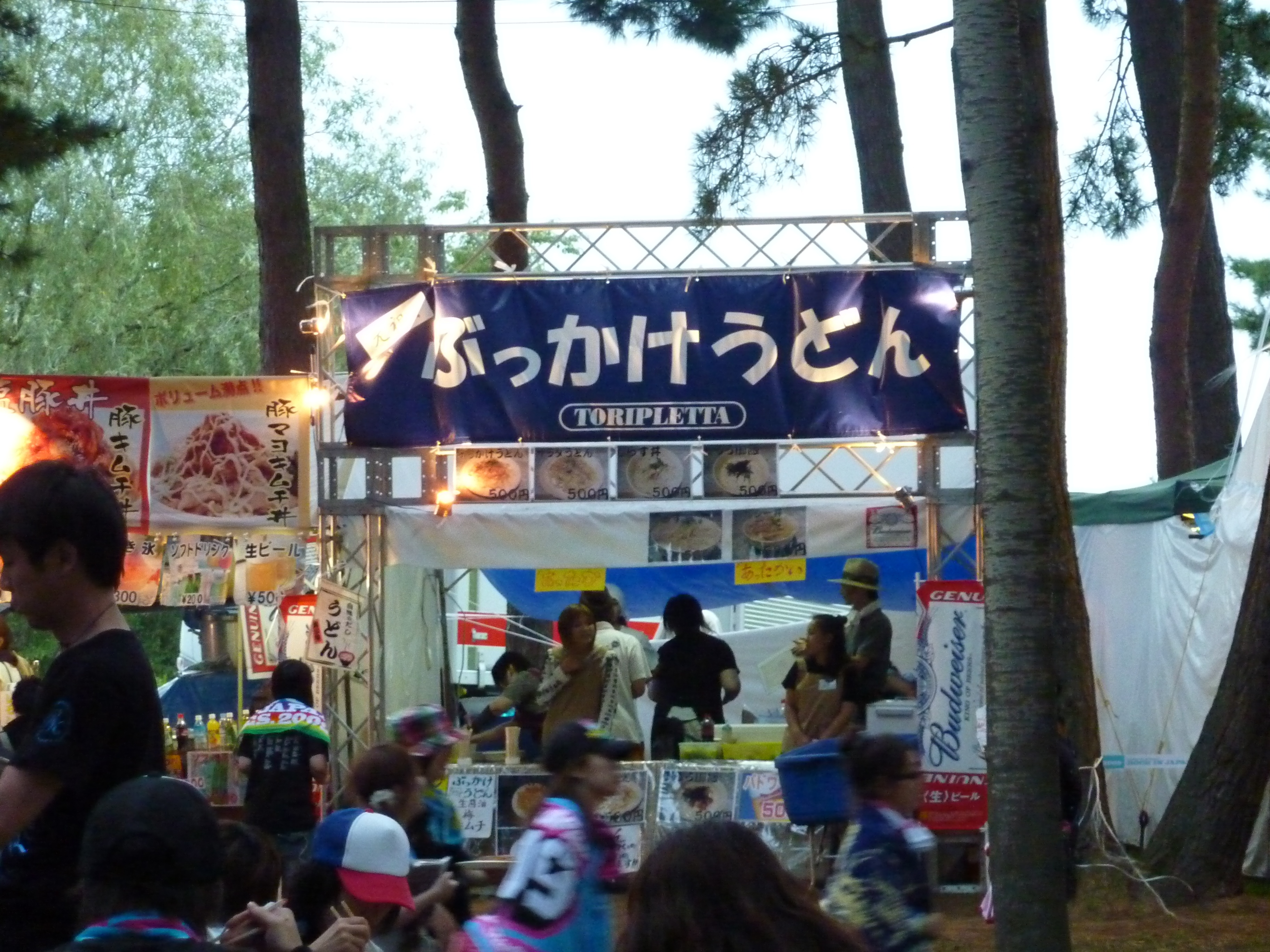
Stoisko z bukkake udon

Określenie „bukkake” pochodzi od czasownika bukkakeru (jap. ぶっ掛ける), który oznacza chluśnięcie. Składa się z przedrostka butsu (jap. ぶつ), który intensyfikuje znaczenie, oraz czasownika kakeru (jap. 掛ける), oznaczającego „polewać” lub „nalewać”. 
W Japonii termin bukkake ma szerokie zastosowanie poza kontekstem seksualnym, zwłaszcza w kulinariach, opisując dania takie jak, np. bukkake udon lub bukkake soba, gdzie makaron jest polewany gorącym bulionem. Dania te są popularne i nie mają żadnych konotacji seksualnych.

## Historia
Pierwsze filmy pornograficzne przedstawiające bukkake pojawiły się w Japonii w latach 80. XX wieku. Jednym z pierwszych przykładów miał być film Jesus Clits Superstar part 1 z 1987 roku, wyreżyserowany przez Saki Goto, który przedstawiał sceny z udziałem dziesięciu wytrysków na twarz jednej osoby. Jednocześnie rozwój bukkake jako gatunku pornograficznego w Japonii był związany z obowiązującymi przepisami cenzurującymi pornografię, które wymagały pikselowania genitaliów. Z tego powodu japońscy twórcy zaczęli koncentrować się na twarzach i ciałach aktorek, omijając ograniczenia prawne poprzez przedstawianie wytrysków, które nie wymagały cenzury. W ten sposób producenci znaleźli sposób na tworzenie bardziej dosadnych scen, mimo restrykcyjnych regulacji.
Pierwszy raz termin „bukkake” pojawił się w tytule filmu pornograficznego w 1995 roku – w produkcji Bukkake Milky Showers 01 wytwórni Shuttle Japan. W 1998 roku termin został spopularyzowany na Zachodzie, gdy strona internetowa bukkakebath.com zaczęła wykorzystywać treści skradzione od Shuttle Japan. Za pełną popularizację tej praktyki i terminu odpowiada jednak reżyser Kazuhiko Matsumoto, który w tym samym roku zapoczątkował jej szersze użycie w produkcjach filmowych. W 2001 roku wytwórnia Shuttle Japan zarejestrowała słowo „ぶっかけ/BUKKAKE” jako znak towarowy.
Pod koniec lat 90. XX wieku bukkake trafiło do pornografii zachodniej, w tym w Stanach Zjednoczonych i Europie. Pierwszym amerykańskim filmem w tej tematyce był American Bukkake 1, wyprodukowany w 1999 roku przez JM Productions. Bukkake było częścią ogólnego trendu w kierunku bardziej „ekstremalnej” pornografii, który rozwinął się w latach 90., obok filmów z podwójną penetracją i gang bang. Dla zachodnich producentów ten gatunek miał także zalety ekonomiczne – wymagał udziału tylko jednej aktorki i dużej liczby amatorskich aktorów męskich, których wynagrodzenie było niskie.
Istnieją jednak różnice między produkcjami japońskimi a zachodnimi. W filmach japońskich aktorki często noszą stroje biurowe lub szkolne, a ich rola bywa przedstawiana w sposób upokarzający. W wersjach zachodnich kobiety częściej ukazuje się jako czerpiące przyjemność z udziału w takich scenach. Inną odmianą bukkake w Japonii jest tzw. gokkun, w którym kilku mężczyzn ejakuluje do pojemnika, a jego zawartość jest spożywana przez odbiorcę.
W latach 90. i później bukkake znalazło również miejsce w pornografii gejowskiej, gdzie przedstawia się grupy mężczyzn ejakulujących na jednego uczestnika. Powstają również produkcje określane jako „lesbijskie bukkake”. Gatunek zyskał na tyle rozgłos, że w 2005 roku został omówiony podczas 17. Światowego Kongresu Seksuologii w Montrealu.
W ostatnich latach bukkake zaczęto porównywać z tzw. cum tributes (hołdami nasiennymi), gdzie wielu mężczyzn jednocześnie oddaje wytrysk w kierunku jednej osoby, wskazując na podobieństwa w dynamice obu praktyk.

## Interpretacje i odbiór
Bukkake bywa interpretowane jako forma seksualnego upokorzenia, zwłaszcza w odniesieniu do kobiet. Krytycy, w tym psychologowie i socjologowie, zauważają, że ten rodzaj pornografii może być postrzegany jako wyraz degradacji i obiektualizacji kobiet. Niektórzy komentatorzy podkreślają jednak, że w wersjach zachodnich aktorki są często przedstawiane jako czerpiące przyjemność z udziału w tego typu scenach, co odróżnia je od wersji japońskich.
W pornografii gejowskiej oraz tzw. „lesbijskim bukkake” również pojawiają się elementy tej praktyki, choć w innych kontekstach kulturowych i społecznych. Bukkake zyskało rozgłos także jako temat akademicki – było m.in. omawiane podczas 17. Światowego Kongresu Seksuologii w Montrealu w 2005 roku.